# Pachytrechodes
Pachytrechodes is een geslacht van kevers uit de familie van de loopkevers (Carabidae). De wetenschappelijke naam van het geslacht is voor het eerst geldig gepubliceerd in 1960 door Jeannel.

## Soorten
Het geslacht Pachytrechodes omvat de volgende soorten:
- Pachytrechodes basilewskyi Jeannel, 1960
- Pachytrechodes leleupi Ueno, 1987
- Pachytrechodes uncinatus Ueno, 1987